# Callistethus excellens
Callistethus excellens är en skalbaggsart som beskrevs av Nonfried 1894. Callistethus excellens ingår i släktet Callistethus och familjen Rutelidae. Inga underarter finns listade.